# 青山俊治
青山 俊治（あおやま しゅんじ、1926年（大正15年）7月13日 - ？）は、日本の実業家。トミヤアパレル元会長。
元オウム真理教幹部で元弁護士の青山吉伸は長男。

## 経歴
大阪府出身。1951年（昭和26年）京都大学経済学部卒業。同年トミヤアパレル入社。
1967年（昭和42年）2月同社社長、1994年（平成6年）3月同社会長に就任。
1995年（平成7年）4月11日、体調不良を理由に会長の職を辞任した。
なお、トミヤアパレルは2009年（平成21年）に経営破綻し、現在は愛知県を本社とするミツワ株式会社が「トミヤアパレル事業部」として継承している。